# Trochocarpa nubicola
Trochocarpa nubicola är en ljungväxtart som först beskrevs av Wernh., och fick sitt nu gällande namn av Herman Otto Sleumer. Trochocarpa nubicola ingår i släktet Trochocarpa och familjen ljungväxter. Inga underarter finns listade i Catalogue of Life.